# Marianne Kris
Marianne Kris (geboren als Marianne Rie 27. Mai 1900 in Wien, Österreich-Ungarn; gestorben 23. November 1980 in London) war eine austroamerikanische Psychoanalytikerin.

## Leben
Marianne Rie war die jüngste Tochter des Kinderarztes Oskar Rie und seiner Frau, Melanie Bondy. Ihre Schwester Margarethe ließ sich von Freud analysieren und heiratete später den Analytiker Hermann Nunberg. Ihre Tante Ida Bondy war mit dem Arzt Wilhelm Fließ verheiratet. Daraus ergaben sich vielfältige berufliche und private Beziehungen zur Familie Sigmund Freuds. Marianne besuchte das Lycée francais und studierte Medizin in Wien. Sie wurde 1925 promoviert und absolvierte bis 1927 eine analytische Ausbildung am Berliner Lehrinstitut bei Franz Alexander. Im selben Jahr heiratete sie den Kunsthistoriker und Psychoanalytiker Ernst Kris und brachte die Kinder Anna K. Wolff (1931–2019) und Anton O. Kris zur Welt.
1928 wurde Marianne außerordentliches Mitglied der Wiener Psychoanalytischen Vereinigung (WPV). Ihre Kontrollanalyse absolvierte sie bei Anna Freud und nahm an deren kinderpsychoanalytischem Seminar teil. Im Jahr 1932 veröffentlichte Marianne ihre erste Arbeit „Ein Märchenstoff in einer Kinderanalyse“ in der „Zeitschrift für psychoanalytische Pädagogik“.
Nach dem Anschluss Österreichs 1938 emigrierte sie gemeinsam mit ihrem Mann nach England und wurde dort Mitglied der British Psychoanalytical Society. 1940 zogen sie nach Kanada und gingen schließlich nach New York City, wo sie 1944 Mitglied der New York Psychoanalytic Society und der American Psychoanalytic Association wurde. Sie wurde Mitglied des Western New England Institutes for Psychoanalysis und des psychoanalytischen Instituts an der Columbia University und war Life Fellow der American Academy of Child and Adolescent Psychiatry. Sie nahm gemeinsam mit Peter B. Neubauer an Studien über Kibbuzkinder teil.
1957 starb ihr Ehemann. Ihre Beziehung zu Anna Freud, bei der sie in Maresfield Gardens häufiger zu Gast war, wurde noch enger. Eine enge Freundschaft hatte sie auch zu der niederländischen Analytikerin Jeanne Lampl-de Groot und zu Dorothy Burlingham.
Ab 1958 beteiligte sich Kris am Yale University Child Study Center an einer Studie über die gleichzeitige Psychoanalyse mehrerer Familienmitglieder. Die Ergebnisse stellte sie 1972 in „The Psychoanalytic Study of the Family“ am New Yorker Psychoanalytic Institute anlässlich der Annual Sigmund Freud Lecture vor. Gemeinsam mit Berta Bornstein war sie eine der wenigen Lehranalytikerinnen für Kinderanalyse. Kris übernahm die Mitherausgeberschaft der Zeitschrift „Psychoanalytic Study of the Child“ und wurde 1965 die erste Präsidentin der Association for Child Psychoanalysis in New York. 
Als Anhängerin der von Anna Freud verteidigten Freud-Hagiographie hinderte Kris 1961 ihre Analysandin Marilyn Monroe daran, das Angebot von John Huston anzunehmen, in dessen Film Freud: The Secret Passion an der Seite von Montgomery Clift die Rolle der Anna O. zu spielen.

## Schriften (Auswahl)
- Ein Märchenstoff in einer Kinderanalyse. Zeitschrift für psychoanalytische Pädagogik, 6, 1932, S. 437–441
- Beitrag in: Sándor Lorand (Hrsg.): Psychoanalysis today. New York, NY : International Univ. Press, 1944
- When children ask about sex. New York The Child Study Association of America, 1946
- A Group Educational Approach to Child Development. Journal of Social Casework, 29, 1948, S. 163–170
- Social work as human relations : anniversary papers of the New York School of Social Work and the Community Servic Society of New York. New York, NY : Columbia Univ. Press, 1949
- Ruth S. Eissler, Anna Freud, Marianne Kris, Peter B. Neubauer (Hrsg.): The psychoanalytic study of the child. Vol. 33. New Haven ; London : Yale University Press, 1978